# 佐藤博治
佐藤 博治（さとう ひろじ、1925年2月3日-2000年6月4日）は日本の卓球選手。青森県出身。8段。

## 経歴
ペンホルダーラケットを用い、カットを多用した「カット主戦型」のプレースタイルで活躍。1947年の全日本軟式卓球選手権大会のシングルスと金田芳雄とのダブルスで優勝した。
原田力蔵アームストロング株式会社社長が1952年に発明したスポンジラバーを角田啓輔とともに貼ってプレーした最初の選手である。世界的に無名だった1952年の世界卓球選手権ボンベイ大会で優勝、世界に衝撃を与えた。この年、朝日スポーツ賞を受賞した。